# Mariposa Cartonera
Mariposa Cartonera é um coletivo artístico-editorial do Recife, fundado em 2013, que publica literatura contemporânea em edições artesanais, com capas feitas de papelão reutilizado. A editora segue os preceitos no movimento cartonero, idealizado por Washington Cucurto e Javier Barilaro em Buenos Aires em março de 2003, durante a crise econômica que atingiu o país no final do século XX. A editora já publicou autores como Micheliny Verunschk, Sidney Rocha, José Luiz Passos, Ricardo Lísias, entre outros.
A editora foi o primeiro coletivo cartonero a ter um livro entre os semi-finalistas do Prêmio Oceanos, com o livro Atlântico, de Ronaldo Correia de Brito.